# Vive (álbum de Malú)
Vive es el séptimo álbum de estudio y noveno en la carrera discográfica de Malú editado en 2009 por Sony Music y Pep's Records, con la dirección musical de Mauri Stern y Malú. El disco salió a la venta el 17 de marzo de 2009. Contiene once canciones, incluyendo una colaboración con Jerry Rivera en «Cómo te olvido». Cuenta con composiciones creadas por José Alfonso Lorca, David Santisteban o Diego Martínez.  

## Sencillos
En su primer sencillo, «A esto le llamas amor», Malú se viste de jugadora de hockey para la grabación del vídeo musical. Dirigido por Javier Guerrero, contó con la participación de Cristian Gálvez. En él, ambos compiten en esta historia de amor con final incluido.
Los siguientes sencillos, «Nadie» y «Cómo te olvido» también tuvieron vídeos musicales. Este último contó con la presencia de Jerry Rivera. Como cuarto y último sencillo, se lanzó la canción «Qué más te da».

## Recepción
Vive alcanzó el segundo puesto en la lista certificada por Promusicae de los discos más vendidos, en la que se mantuvo durante 41 semanas. Superó las 80 000 unidades vendidas, siendo certificado disco de platino.

## Lista de canciones
| Vive |                                     |                                                   |          |  |
| N.º  | Título                              | Escritor(es)                                      | Duración |  |
| 1.   | «A esto le llamas amor»             | Rafael Vergara                                    | 3:54     |  |
| 2.   | «Qué más te da»                     | Jose Mª de la Riva                                | 3:16     |  |
| 3.   | «Hojas secas»                       | Raúl Bioque                                       | 3:50     |  |
| 4.   | «Guárdate»                          | Jose Mª de la Riva                                | 4:03     |  |
| 5.   | «Días de sol»                       | David DeMaría · David Santisteban                 | 3:53     |  |
| 6.   | «Nadie»                             | David Santisteban                                 | 3:45     |  |
| 7.   | «Cómo te olvido» (con Jerry Rivera) | Andrés Alcaraz · Diego Vanegas · David López      | 2:59     |  |
| 8.   | «El fallo de tu piel»               | David Santisteban · Esmeralda Grao · Daniel Oriza | 2:59     |  |
| 9.   | «Dicen por ahí»                     | José Alfonso Lorca                                | 4:43     |  |
| 10.  | «Qué esperabas»                     | Diego Martínez                                    | 4:01     |  |
| 11.  | «Inútilmente»                       | Antonio Ferrara · Rocío P. Armenteros             | 5:20     |  |

## Créditos y personal
- Malú: artista principal, voz, dirección, producción
- Mauri Stern: dirección, producción
- Jeff Balding: grabación, mezcla
- Guido Laris: dirección de voces, coros
- Gary Lunn: bajo
- Biff Watson: guitarra acústica
- Adam Shoenfeld y Gary Burnett: guitarra eléctrica
- Bob Patin: piano, teclados
- María Caneda: coros
- John Hammond: batería
- Duncan Mullis: bajo
- Rafael Vergara: programación
- Vicky Echeverry: coros
- Raúl Bioque: arreglos, secuencias, programación
- José Rafael Coello: trompeta
- Gerson Amador y Richard Bravo: percusiones
- José Losada: guitarra española
- Julián Olivares y Juan Carlos Jiménez: guitarras
- El Niño de Camas y la Niña del Puchero: coros
- Pedro Alfonso: dirección de cuerdas
- Ramón Sánchez Audinot: dirección de voces
- Vlado Meller: masterización
- Gustavo López Mañas: fotografía
- Anicasklus: ilustraciones

Créditos adaptados desde las notas de Vive (2009) y Discosgs.

## Posicionamiento en listas
| Listas (2009)       | Mejor posición |
| ------------------- | -------------- |
| España (PROMUSICAE) | 2              |

| Listas (2009)       | Mejor posición |
| ------------------- | -------------- |
| España (PROMUSICAE) | 39             |

## Certificaciones
| País (organismo certificador) | Certificación | Unidades certificadas |
| ----------------------------- | ------------- | --------------------- |
| España (PROMUSICAE)           | Platino       | 80 000                |

## Premios
| Año  | Nominación         | Categoría               | Resultado | Ref.  |
| ---- | ------------------ | ----------------------- | --------- | ----- |
| 2009 | Premios Dial       | Premio Cadena Dial 2009 | Ganadora  | [ 8 ] |
| 2009 | Disco del Año RTVE | Disco del Año           | Nominada  | [ 9 ] |